# Łomnicki Staw

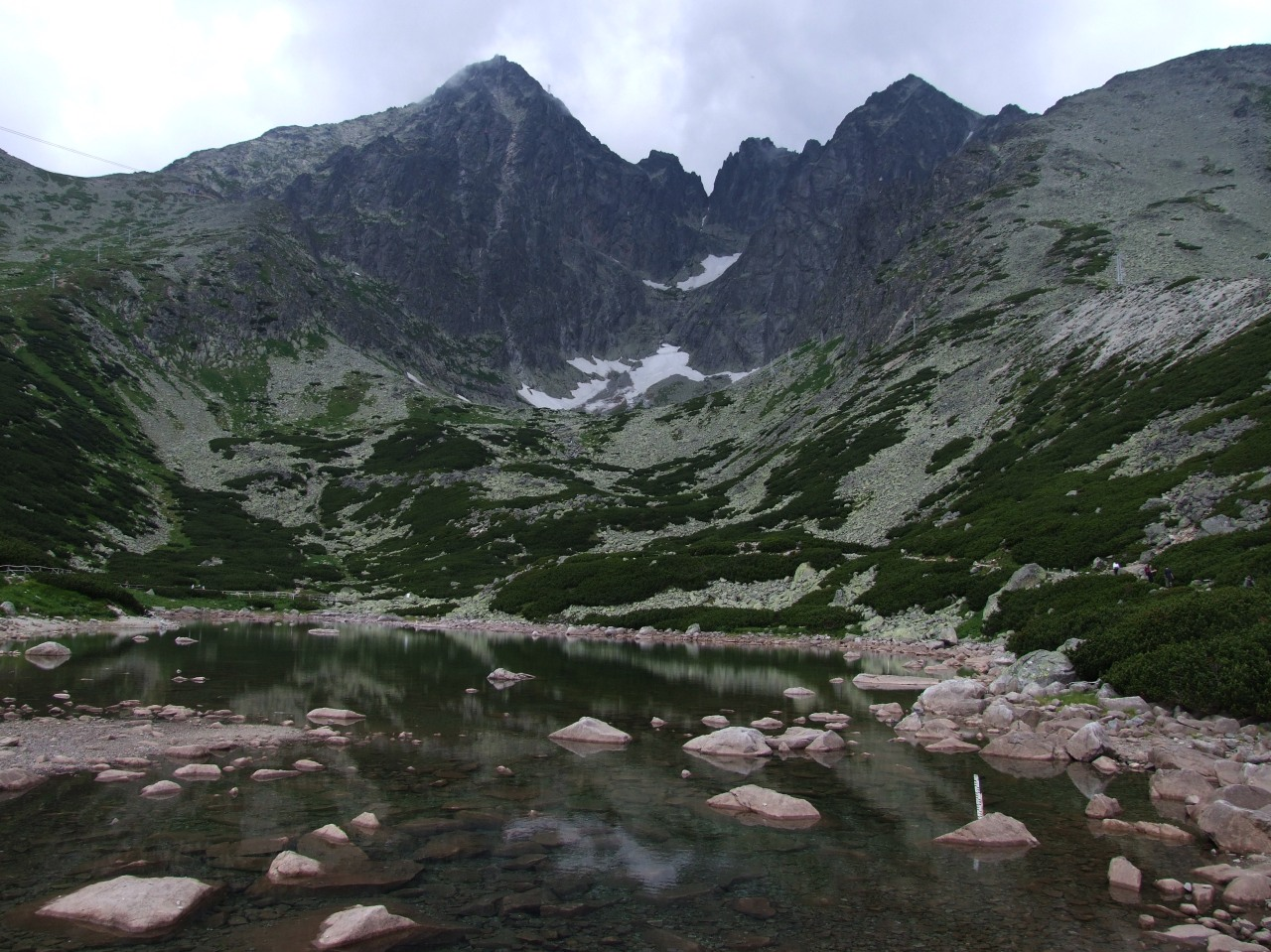
Łomnicki Staw, u góry Łomnica, Widły i Kieżmarski Szczyt

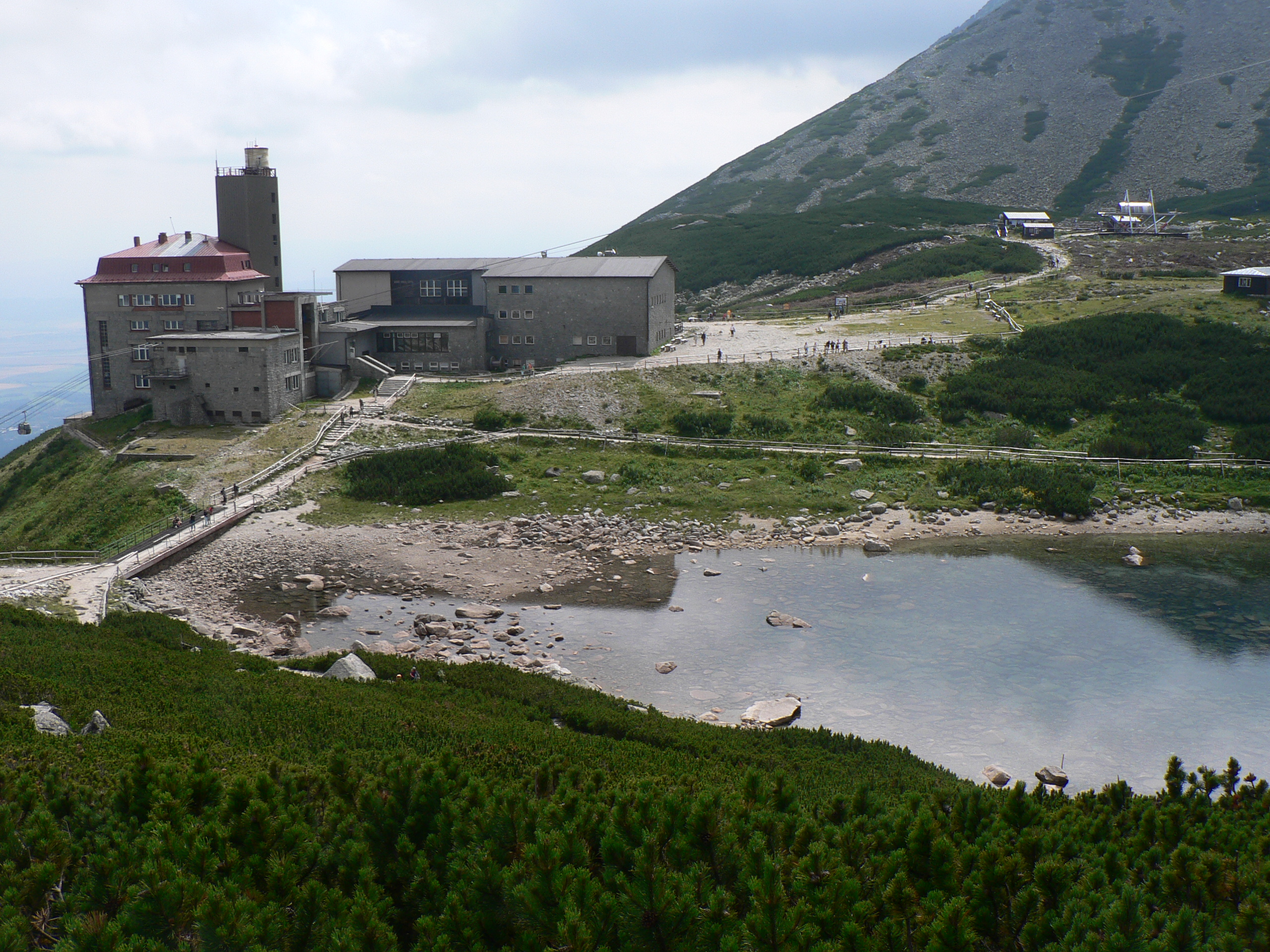
Łomnicki Staw, stacja kolejki i hotel górski Encián

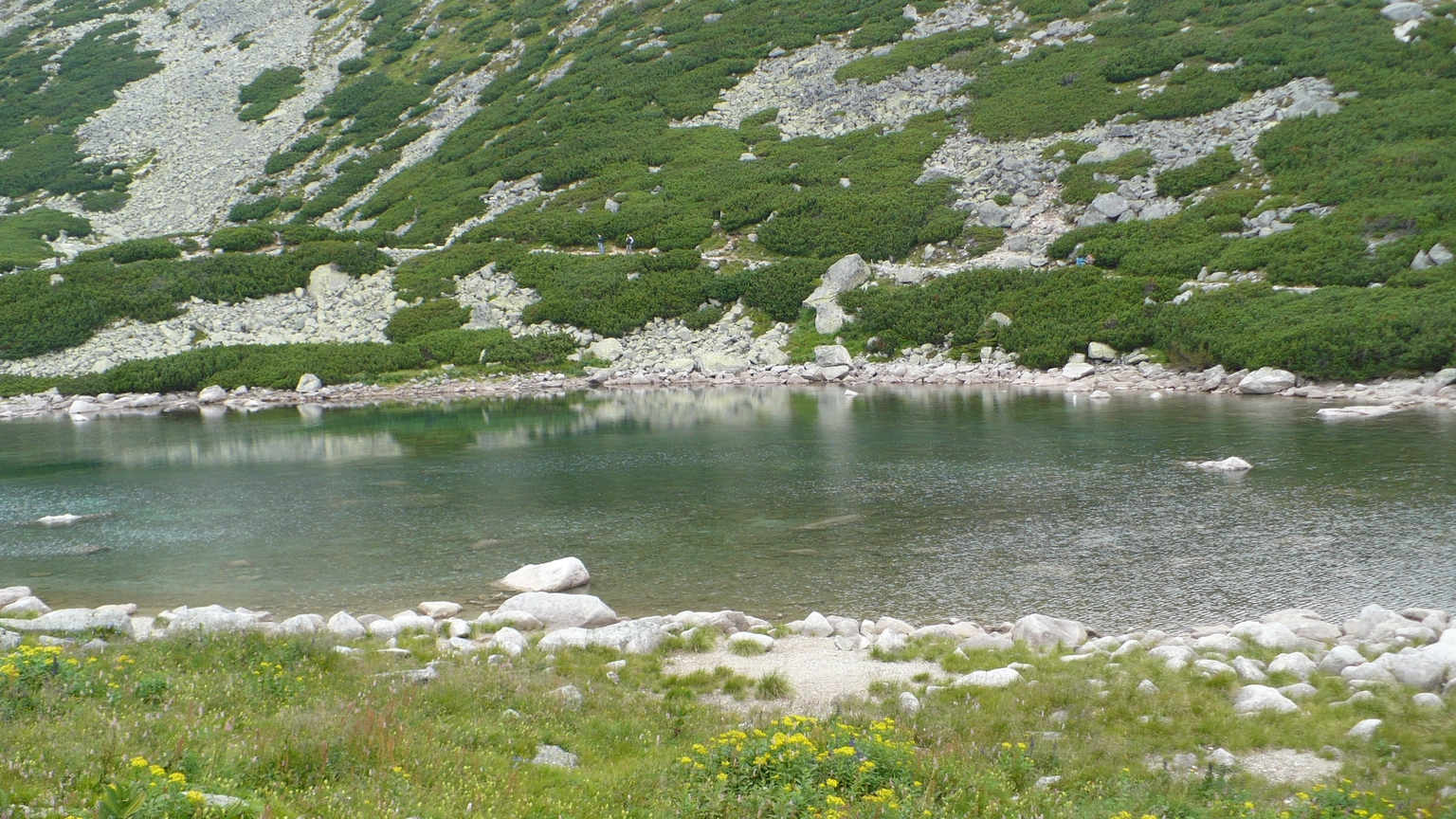
Dookoła jeziorka jest ścieżka

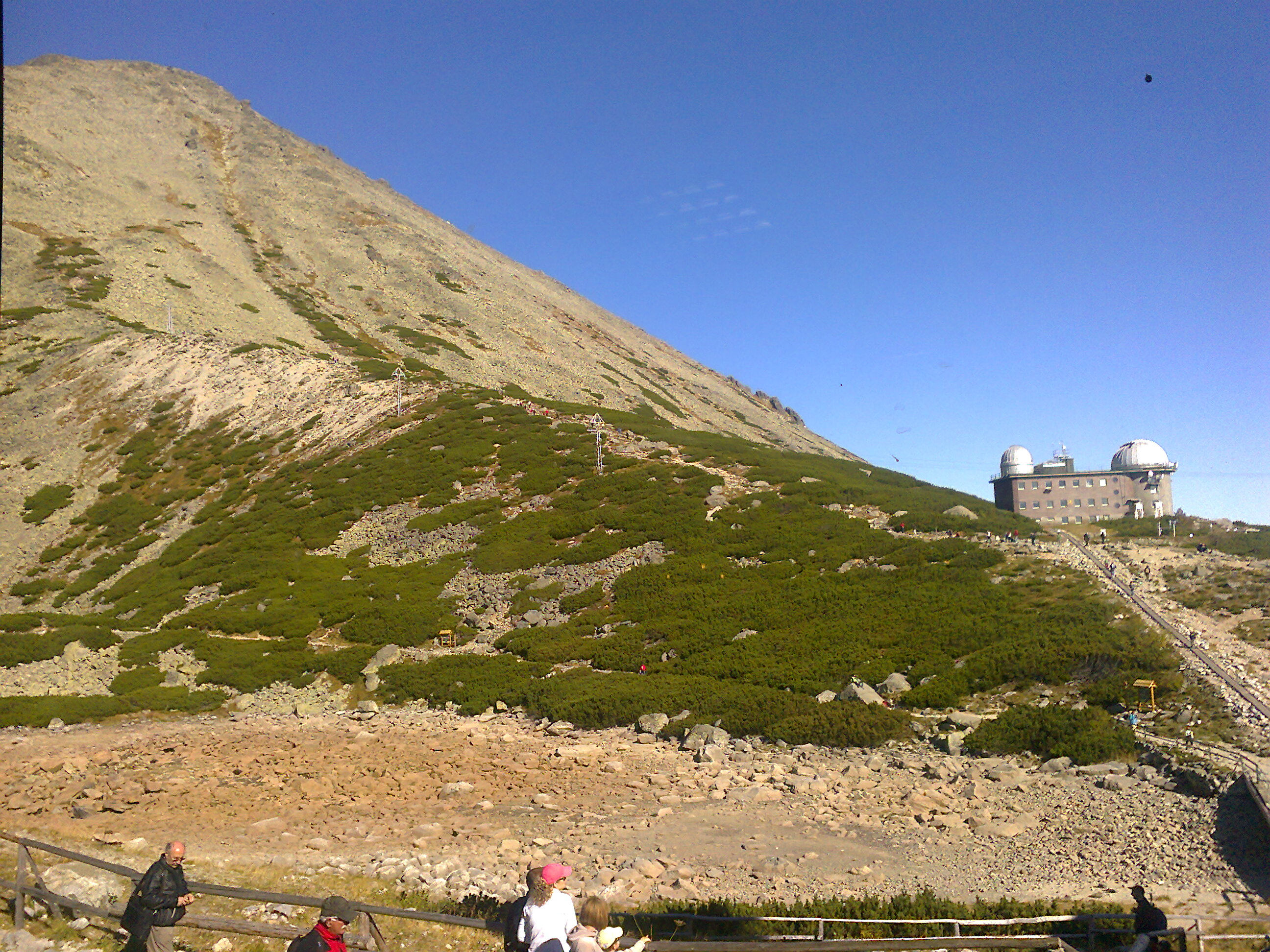
Wyschnięty Łomnicki Staw (październik 2011)

Łomnicki Staw (błędnie Kamienny Staw, słow. Skalnaté pleso, dawniej Lomnické pleso, niem. Steinbachsee, węg. Kőpataki-tó) – jezioro polodowcowe (słow. pleso) w słowackich Tatrach Wysokich, położone w Dolinie Łomnickiej, pod południowymi stokami Łomnicy.

## Opis i historia
Łomnicki Staw położony jest na wysokości 1751 m n.p.m. (według innych źródeł 1754), zajmuje powierzchnię 1,23 ha (212 metrów długości i 85 metrów szerokości), a maksymalna głębokość wynosi 2 metry (według innych źródeł nawet 4,2 metra. Wskutek czynników klimatycznych, a także działalności człowieka (prowadzonej w pobliżu budowy), zaczął wysychać. W latach 30. i 50. XX wieku przeprowadzono próby przeciwdziałania temu (uszczelnianie), nie przyniosły jednak one na razie rezultatu. Woda pojawia się w stawie okresowo – szczególnie wiosną i po obfitych opadach. Wody dostarcza także potok Łomnica (Skalnatý potok), ale on również często wysycha. Wahania poziomu wody i wielkości stawu są zatem częste, a podane dane na temat wielkości stawu mogą być jedynie orientacyjne. Dla przykładu, w 2021, staw wysechł zupełnie 2 listopada.
Dawniej w okolicach Łomnickiego Stawu licznie występowały kozice i świstaki; Georg Buchholtz młodszy nazywał go zatem „Kozim Stawem”, a Bronisław Rajchman pisał w 1879, że w żadnej innej dolinie w Tatrach nie ma tylu świstaków, jak tutaj.
Obok jeziora powstały stacje kolejki: górna stacja kolejki linowej na Łomnicę z Tatrzańskiej Łomnicy na szczyt Łomnicy (wybudowana w latach 1936–1940) oraz wyciągu krzesełkowego na Łomnicką Przełęcz (2190 m n.p.m.). Ruch turystyczny obsługuje bufet, restauracja i hotel „Encián”. W pobliżu, na wysokości 1751 m n.p.m., funkcjonuje całoroczne Schronisko Łomnickie (Skalnatá chata). Pierwszy murowany obiekt powstał w miejscu schronu turystycznego w 1914 r. Obecny wygląd schroniska znacznie różni się od pierwotnego wyglądu. W schronisku dla turystów są tylko 4 miejsca noclegowe.
Powyżej jeziora, na zboczu Huncowskiego Szczytu (1783 m), działa obserwatorium nad Łomnickim Stawem, założone w 1943. 2 stycznia 1949 zmierzono tu największą prędkość wiatru w historii Słowacji i Czechosłowacji (248 km/h). W okolicach stawu istnieją dwie naturalne koleby, które dawały schronienie pierwszym turystom.

## Nazwa
Nazwa Łomnickiego Stawu pochodzi od przepływającego przez niego Łomnickiego Potoku, zwanego dawniej po prostu Łomnicą (od niego też wzięły się nazwy szczytu Łomnicy, Doliny Łomnickiej i miejscowości Wielka Łomnica i innych). Sam potok wziął swą nazwę od dawnego słowa „łomy”, oznaczającego bloki kamienne zrzucane z łoskotem przez rwącą wodę. Nazwy Kamienny Potok, Kamienny Staw oraz słowackie Skalnaté pleso, Skalnatý potok są dosłownymi tłumaczeniami spiskoniemieckiej nazwy Steinbach – a ta z kolei według Witolda Henryka Paryskiego jest kalką wczesnych nazw słowiańskich. Słowacki znawca Tatr Ivan Bohuš uważał zaś, że Steinbach to zniekształcone słowo Steinbock, oznaczające kozicę. Dawni przewodnicy, m.in. Maciej Sieczka nazywali jeziorko Czerwonym Stawem (od barwy kamieni na jego dnie).

## Szlaki turystyczne
– zielony od nieczynnej stacji kolejki przy hotelu „Praha” w Tatrzańskiej Łomnicy do Łomnickiego Stawu. Czas przejścia: 2:30 h, ↓ 1:45 h
  – niebieski od pośredniej stacji kolejki Start w dolnej części doliny do Doliny Huncowskiej, prowadzący przez Huncowską Ubocz, Rakuską Polanę i Niżnią Rakuską Przełęcz, a dalej z powrotem do Doliny Łomnickiej nad Łomnicki Staw.
- Czas przejścia od stacji Start na Rakuską Polanę: 1:30 h, ↓ 1 h
- Czas przejścia z polany nad Łomnicki Staw: 1:30 h, ↓ 1 h

  – znakowana czerwono Magistrala Tatrzańska, prowadząca od Schroniska Zamkovskiego w Dolinie Małej Zimnej Wody nad Łomnicki Staw, a stąd dalej przez Rakuski Przechód do Doliny Zielonej Kieżmarskiej.
- Czas przejścia od schroniska Zamkovskiego nad Łomnicki Staw: 1 h, ↓ 45 min
- Czas przejścia znad stawu do schroniska nad Zielonym Stawem: 2:05 h, z powrotem 2:55 h